# Jardins de George Orwell
Els jardins de George Orwell són uns jardins públics que es troben a l'espai interior de l'Hospital Universitari de Santa Maria a la ciutat de Lleida.

## Història
L'escriptor anglès George Orwell, que com membre del Partit Laborista Independent es va mobilitzar, igual que milers d'internacionals, per a lluitar contra el feixisme durant la Guerra Civil espanyola, va arribar a Barcelona el dia de Sant Esteve del 1936 i el mateix dia es va allistar com a milicià al POUM. Més endavant, va fer cap a Lleida en dues ocasions. La primera, l'abril de 1937, només va estar de pas a l'estació de trens, en un transbordament. Venia del Front d'Aragó i anava cap a Barcelona. Després de viure els Fets de Maig a la capital, va tornar cap al front, a la serra d'Alcubierre, però al cap deu dies va ser ferit d'un tret al coll.
Com que a Barbastre l'hospital era ple, el van traslladar a Lleida. Va estar una setmana ingressat a l'Hospital de Santa Maria, per a restablir-se, i va ser testimoni de la generositat de la gent quan un milicià li va regalar tot el tabac que portava, i no era fàcil de trobar-ne. Quan Orwell es va refer li agradava sortir a estirar les cames als jardins de l'hospital, què finalment, 80 anys després, es van rebatejar com a jardins de George Orwell. Allí es passava hores senceres, embadalit mirant els peixos vermells de la font. D'ençà del 2017, una placa commemorativa recorda el lloc on passejava durant la seva convalescència mercès a la iniciativa del Grup de Recuperació de la Memòria Històrica del Centre Excursionista de Lleida.
Fruit del seu pas pel país, va escriure Homenatge a Catalunya (1938). Entre altres coses, li va cridar l'atenció l'abundància de menjar que donaven als malalts en contrast amb l'escassa dieta al front de guerra:
| «                       | L'esmorzar, cap a les sis del matí, consistia en una sopa, una truita, estofat, pa, vi blanc i cafè, i el dinar encara era més abundós; i això en època en què la major part de la població civil passava molta gana. | » |
| — Homenatge a Catalunya | |   |